# Марсден, Мэттью
Мэттью Марсден (англ. Matthew Marsden; род. 3 марта 1973) — британский актёр, продюсер и модель ирландского происхождения. Наиболее известен по ролям в фильмах «Анаконда 2: Охота за проклятой орхидеей», «DOA: Живым или мёртвым», «Обитель зла 3», «Рэмбо IV» и «Трансформеры: Месть падших».
На телевидении известен как исполнитель роли Париса в мини-сериале «Елена Троянская».

## Биография
Мэттью Марсден родился 3 марта 1973 года в Уэст-Бромидже, Стаффордшир, Англия. Детство будущего актёра прошло в промышленном городе Уолсолл. Отец бросил семью когда мальчику было десять лет, мать Энн воспитывала Мэттью и его сестру Лианн в одиночку. Посещал колледж в Лондоне и там же начал сниматься в рекламе. Первую значимую роль Марсден получил в мыльной опере «Эммердейл».

## Личная жизнь
Марсден проживал в Лос-Анджелесе, штат Калифорния, вместе с женой Надин Майкаллеф (англ. Nadine Micallef), бывшей балериной и инструктором по пилатесу родом с Мальты. У актёра пятеро детей от брака с Надин и сын от предыдущих отношений.
Известно, что Марсден получил чёрный пояс по тхэквондо, лицензию дайвера от ассоциации PADI, а также был большим фанатом футбольного клуба «Вест Бромвич Альбион». Актёр исповедует католицизм римского обряда.

## Фильмография
| Год       |   | Русское название                        | Оригинальное название                    | Роль                    |
| --------- | - | --------------------------------------- | ---------------------------------------- | ----------------------- |
| 1995      | с | Эммердейл                               | Emmerdale                                | Дэниел Уэйр             |
| 1997—1998 | с | Улица Коронации                         | Coronation Street                        | Крис Коллинз            |
| 2001      | ф | Чёрный ястреб                           | Black Hawk Down                          | специалист Дэйл Сайзмор |
| 2003      | с | Елена Троянская                         | Helen of Troy                            | Парис                   |
| 2004      | ф | Анаконда 2: Охота за проклятой орхидеей | Anacondas: The Hunt for the Blood Orchid | доктор Джек Байрон      |
| 2005      | ф | Несущая смерть                          | Tamara                                   | Билл Натолли            |
| 2006      | ф | DOA: Живым или мёртвым                  | DOA: Dead or Alive                       | Максимиллиан Марш       |
| 2007      | ф | Обитель зла 3                           | Resident Evil: Extinction                | Алекс Слэйтер           |
| 2008      | ф | Рэмбо IV                                | Rambo                                    | «Школьник»              |
| 2009      | ф | Трансформеры: Месть падших              | Transformers: Revenge of the Fallen      | капитан Грэхем          |
| 2011      | с | Никита                                  | Nikita                                   | Эмиль Восс              |
| 2011      | ф | Атлант расправил плечи: Часть 1         | Atlas Shrugged: Part I                   | Джеймс Таггерт          |
| 2012      | с | Два с половиной человека                | Two and a Half Men                       | Найджел                 |
| 2015      | с | Касл                                    | Castle                                   | Клинт Грейнджер         |
| 2017      | ф | Дикий пёс                               | Savage Dog                               | Харрисон                |
| 2017      | ф | Спецназ: В осаде                        | S.W.A.T.: Under Siege                    | Ларс Кохеген            |
| 2019      | ф | Исчезновение                            | Disappearance                            | Джордж                  |
| 2020      | ф | Довод                                   | Tenet                                    | солдат Синей команды    |
| 2021      | ф | Тупик                                   | Deadlock                                 | Бун                     |